# Helina testacea
Helina testacea este o specie de muște din genul Helina, familia Muscidae. A fost descrisă pentru prima dată de Malloch în anul 1921.
Este endemică în Kenya. Conform Catalogue of Life specia Helina testacea nu are subspecii cunoscute.